# 小川修武
小川 修武（おがわ おさむ、1945年8月20日 - ）は、日本の実業家。三井ホーム株式会社元顧問・代表取締役会長。

## 人物
神奈川県出身。1968年、上智大学法学部を卒業後、同年4月、三井不動産株式会社に入社。同社名古屋支店長や人事部長などを歴任。その後、同社取締役、常務取締役、専務取締役などを経て、2005年、三井ホーム株式会社顧問に就任。同年6月、同社代表取締役会長に就任。2009年、同社取締役会長に就任。2011年、同社顧問に就任。
また、2005年には、一般社団法人日本ツーバイフォー建築協会会長に就任。その後、2011年まで6年間、同協会会長を務めた。

## 略歴
- 1968年、上智大学法学部卒業後、同年4月、三井不動産株式会社入社
- 1997年、同社取締役
- 1998年、同社常務取締役
- 2001年、同社常務取締役、常務執行役員
- 2002年、同社専務取締役、専務執行役員
- 2005年、三井ホーム株式会社顧問
- 2005年、同社代表取締役会長
- 2009年、同社取締役会長
- 2011年、同社顧問